# حبيبك
حبيبك (بالفارسية: حبیبک) هي قرية تقع في قسم بشتكوة موغوئي الريفي في إيران. يقدر عدد سكانها بـ 35 نسمة بحسب إحصاء 2016.